# Andrena fumida
Andrena fumida är en biart som beskrevs av Pérez 1895. Andrena fumida ingår i släktet sandbin, och familjen grävbin. Inga underarter finns listade i Catalogue of Life.